# Grupo reductivo
En matemáticas, un grupo reductivo es un grupo algebraico G definido sobre un cuerpo algebraicamente cerrado tal que el radical unipotente de G es trivial (es decir, el grupo de elementos unipotentes del radical de G). Todo grupo algebraico semisimple es reductivo, como lo son todo toro algebriaco y todo grupo general lineal. Más en general, sobre cuerpos que no son necesariamente algebraicamente cerrados, un grupo reductivo es un grupo algebraico afín suave tal que el radical unipotente de G sobre la clausura algebraica es trivial. La intervención de una clausura algebraica en esta definición es necesaria para incluir el caso de campos de base imperfecta, como los cuerpos de funciones locales y globales sobre cuerpos finitos. Los grupos algebraicos sobre cuerpos (posiblemente imperfectos) k tales que el radical k-unipotente es trivial se llaman grupos pseudorreductivos.
El término "reductivo" proviene de la "reducibilidad completa" de las representación lineal de un grupo e este tipo, que es una propiedad que de hecho se da para representaciones del grupo algebraico sobre cuerpos de característica cero. Esto sólo se aplica a las representaciones del grupo algebraico: las representaciones de dimensión finita del grupo discreto subyacente no necesitan ser completamente reducibles incluso cuando son de característica cero. El teorema de Haboush muestra que una propiedad más débil llamada reducibilidad geométrica se cumple para grupos reductivos en el caso de característica mayor que cero.

## Grupos de Lie
En el caso de grupos de Lie un grupo de Lie reductivo G puede definirse en término de su álgebra de Lie, es decir, un grupo de Lie reductivo es uno cuya álgebra de Lie es un álgebra de Lie reductiva. Concretamente, un álgebra de Lie que es la suma de un álgebra abeliana y un álgebra de Lie semisimple.